# 繩文維納斯

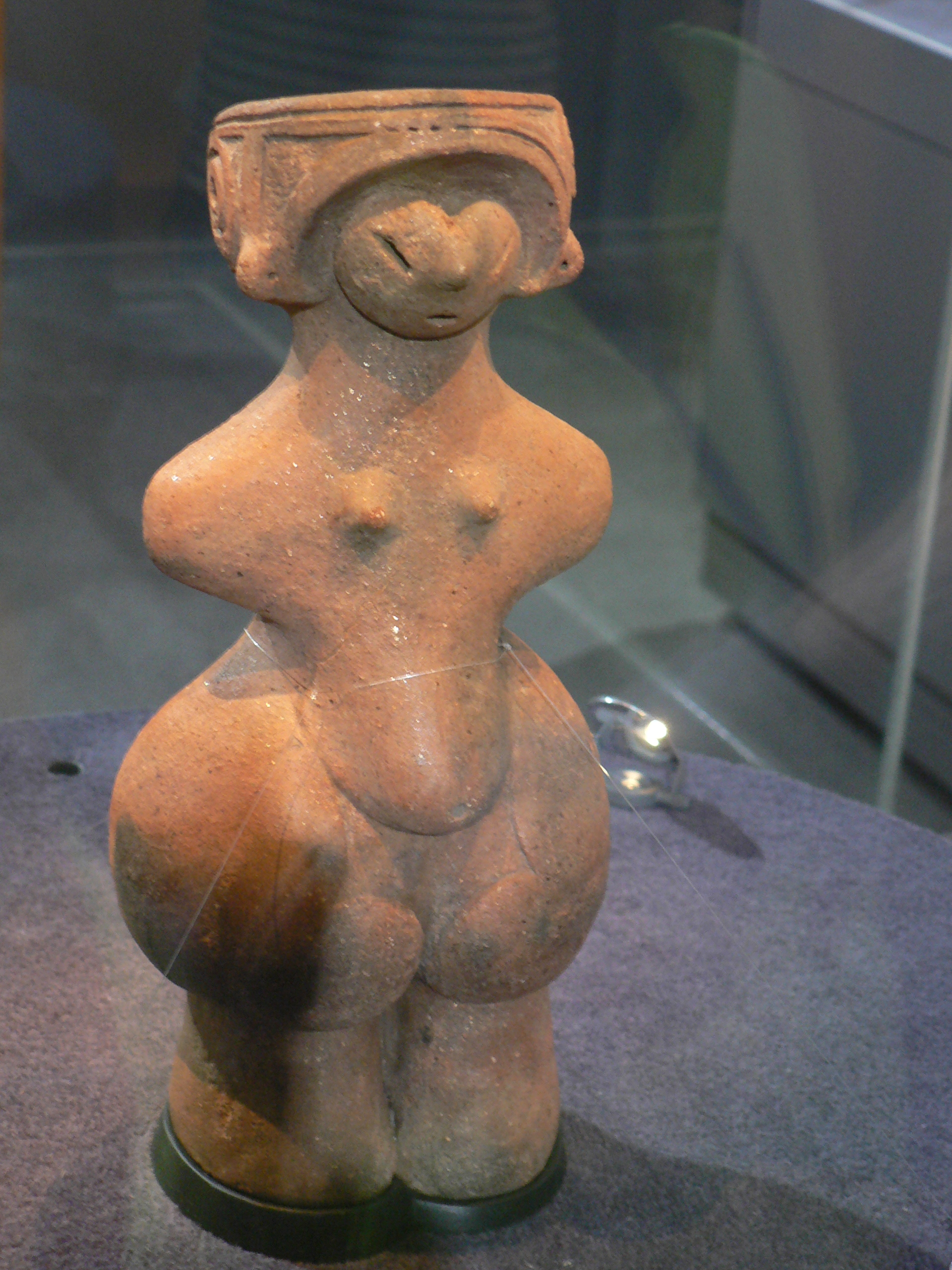
繩文維納斯

繩文維納斯（日语：じょうもんのビーナス），是繩文時代中期製作的土偶。被做成孕婦的模樣，高度为27公分，重量2.14公斤。是被指定為日本國寶的土偶。目前是茅野市尖石縄文考古館的收藏。
1986年（昭和61年）9月在位於長野縣茅野市八岳山腳的棚畑遺跡被挖掘出土。从環狀集落的中央广场被完整挖掘出来。1989年（平成元年）6月12日被指定為重要文化資產，1995年6月15日被指定為國寶 。

## 註腳
1. ↑  .   [2018-01-28]. （原始内容存档于2017-07-18）.
2. ↑   - 國指定文化財等數據庫（日語）
3. ↑  宮坂 光昭 他編著『棚畑遺跡　八ケ岳西山麓における縄文時代中期の集落遺跡』茅野市教育委員会、1990年。

## 外部連結
- 茅野市尖石縄文考古館
- 全国遺跡報告総覧 奈良文化財研究所 （页面存档备份，存于）